# 黏孢子虫
黏孢子蟲（Myxosporea）是黏體動物（Myxozoa，又稱為黏體動物亞門與黏體動物門）的一個綱。下有近1100種生物，較為知名的如寄生蟲腦粘體蟲（Myxobolus cerebralis）與Alataspora solomoni、Ceratomyxa shasta等。